# Jo Cals
Jozef Maria Laurens Theo „Jo” Cals (ur. 18 lipca 1914 w Roermond, zm. 30 grudnia 1971 w Hadze) – holenderski polityk i prawnik, premier Holandii (1965–1966).

## Życiorys
W latach 1945–1948 był liderem Katolickiej Partii Ludowej w radzie miasta Nijmegen. W 1948 został wybrany do Tweede Kamer (niższej izby holenderskiego parlamentu). Od 1952 do 1963 zajmował stanowisko ministra edukacji. W latach 1965–1966 pełnił funkcję premiera Holandii.